# Diecezja Melaka-Johor
 Diecezja Melaka-Johor – rzymskokatolicka diecezja w Malezji. Powstała w 1588 jako diecezja Melakka. Zlikwidowana w 1838. Reaktywowana w 1841 jako wikariat apostolski Zachodniego Syjamu. Diecezja Malakka od 1888, archidiecezja od 1953. Promowana do rangi archidiecezji metropolitalnej Malakka-Singapur w 1955. Przemianowana na diecezję Malakka-Johor (zdegradowana do rangi diecezji) w 1972. Pod obecną nazwą od 1985.

## Biskupi diecezjalni
- Diecezja Malakka
  - (1558-1576) Jorge de Santa Luzia, OP
  - (1589-1601) João Ribeiro Gaio
  - (1613-1632) Gonçalvo (Gonzalo) da Silva
  - (1691-????) Antonio a S. Theresia, OFM
  - (1701-1738) Emmanuel a S. Antonio, OP
  - (1738-1743) Antonius de Castro
  - (1746-1747) Miguel de Bulhões e Souza, OP
  - (1748-1760) Gerardus a S. Joseph, OP
  - (1782-1785) Alexandre da Sagrada Familia Ferreira da Silva, OFM
  - (1804-1815) Francisco de São Damazo Abreu Vieira, OFM

- Wikariat apostolski Malakka-Singapur
  - (1841-1844) Jean-Paul-Hilaire-Michel Courvezy,
  - (1845-1871) Jean-Baptiste Boucho, MEP
  - (1871-1877) Michel-Esther Le Turdu, MEP
  - (1878-1888) Edouard Gasnier, MEP

- Diecezja Malakka
  - (1888-1896) Edouard Gasnier, MEP
  - (1896-1904) René-Michel-Marie Fée, MEP
  - (1904-1933) Marie-Luc-Alphonse-Emile Barillon, MEP
  - (1934-1945) Adrien Pierre Devals, MEP
  - (1947-1953) Michel Olçomendy, MEP

- Archidiecezja Malakka
  - (1953-1955) Michel Olçomendy, MEP

- Archidiecezja Malakka-Singapur
  - (1955-1972) Michel Olçomendy, MEP

- Diecezja Malakka-Johor
  - (1972-1985) James Chan Soon Cheong

- Diecezja Melaka-Johor
  - (1985-2001) James Chan Soon Cheong
  - (2003–2015) Paul Tan Chee Ing, SJ
  - (od 2015) Anthony Bernard Paul